# Deadhead

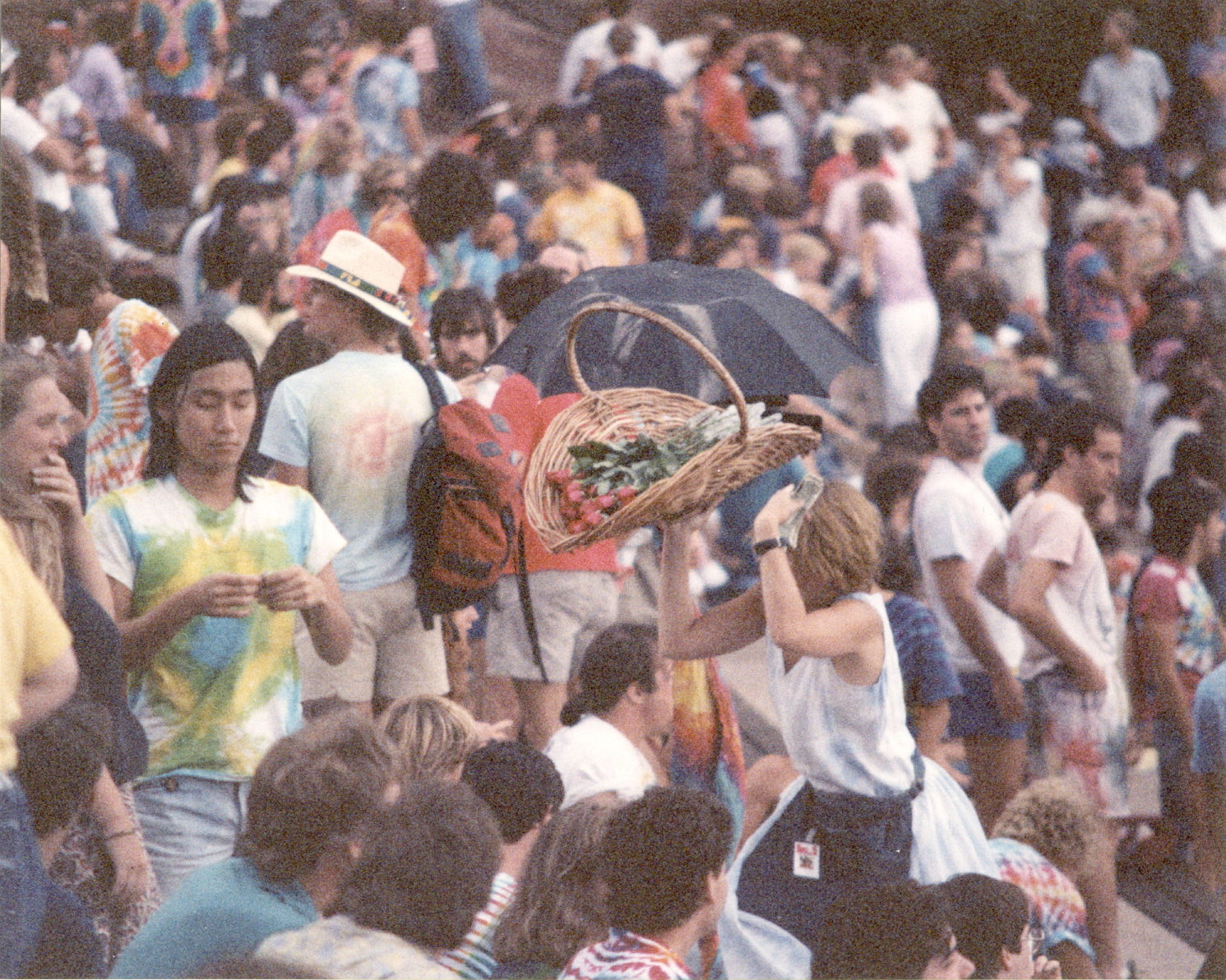
Concierto de The Grateful Dead en Colorado, EE. UU. en 1987.

Deadheads es el nombre que se les dio a los seguidores de la banda de rock estadounidense Grateful Dead. En los sesenta, un importante número de fanes de la banda comenzaron a viajar a varios conciertos del grupo e incluso a seguirlo durante meses en sus giras por EE. UU. Así poco a poco una comunidad comenzó a desarrollarse. Llegando el fin de la década, algunos deadheads comenzaron a vender camisetas teñidas, burritos vegetarianos u otras comidas y artículos artesanales para financiarse el seguir a la banda en sus giras. Las grabaciones hechas por fanes de los conciertos de la banda también comenzaron a distribuirse entre el círculo de la comunidad deadhead, que en algunos casos se constituía en una red de intercambio no comercial en donde no intervenía el dinero. Nuevas olas de deadheads aparecieron y en los ochenta comenzaron a preocuparse por temas como la basura que dejaban los espectáculos de The Grateful Dead, haciendo crecer así una perspectiva ecologista que era apoyada también por la banda. Así pues se comenzó a repartir bolsas de basura para recoger los desperdicios en los conciertos de la banda. Por otro lado, comenzó a aparecer una jerga específica entre los deadheads por medio de la cual se podían reconocer entre ellos así como a sectores diferenciados de deadheads.
El fenómeno existió hasta la mitad de la década de los noventa, cuando la banda dejó de hacer giras. En parte inspiraría a los llamados phisheads en los noventa, los cuales eran así mismo fanes de la banda Phish y la seguían en sus giras tal como habían hecho los deadheads y tenían similares modos de comportamiento.
Un comportamiento similar se vio entre los fans de la banda argentina Patricio Rey y sus Redonditos de Ricota apodados como ricoteros que seguían a la banda a lo largo y ancho de la Argentina.